# Stanford Routt
Stanford Bermond Routt (Austin, 26 luglio 1983) è un giocatore di football americano statunitense che è attualmente free agent della National Football League. Fu scelto al secondo giro (38º assoluto) del Draft NFL 2005 dai Raiders. Al college giocò a football alla Houston University.

## Carriera professionistica

### Oakland Raiders
Routt fu scelto al secondo giro del Draft 2005 dagli Oakland Raiders. Il 27 luglio 2005 firmò un contratto quadriennale del valore di 4,3 milioni di dollari di cui un milione di dollari. Debuttò nella NFL l'8 settembre 2005 contro i New England Patriots. Chiuse con 15 partite di cui 2 da titolare, 24 tackle totali e un sack.
Nel 2006 finì con 16 partite di cui 2 da titolare, 22 tackle e un intercetto. Nel 2007 finì con 16 partite di cui 14 da titolare, 42 tackle e 3 intercetti.
Nel 2008 finì con 15 partite di cui 4 da partente, 16 tackle totali. Nel 2009 finì con 16 partite di cui una da titolare e 29 tackle totali.
Il 30 aprile 2010 firmò un annuale del valore di 3,268 milioni di dollari. Finì con 16 partite di cui 15 da titolare, 55 tackle totali, 2 intercetti e un fumble forzato.
Il 24 febbraio 2011 firmò un contratto triennale del valore di 31,5 milioni di dollari di cui 5 milioni di bonus alla firma. Finì con 16 partite di cui 15 da titolare, 49 tackle e 4 intercetti.
Il 9 febbraio 2012 venne svincolato.

### Kansas City Chiefs
Il 20 febbraio 2012 firmò un contratto di triennale del valore di 18 milioni di dollari (6 milioni garantiti). Il 5 novembre venne svincolato. Finendo con 7 partite tutte da titolare, 21 tackle totali, 2 intercetti e un fumble forzato.

### Houston Texans
Il 6 dicembre dello stesso anno firmò un annuale del valore di 825.000 dollari. Chiuse con 2 partite.

## Vittorie e premi
- Nessuno

## Statistiche
| Partite totali      | 119 |
| Partite da titolare | 60  |
| Tackle totali       | 258 |
| Intercetti fatti    | 12  |
| Fumble forzati      | 2   |
| Fumble recuperati   | 0   |
| Passaggi deviati    | 54  |

Statistiche aggiornate al termine della stagione 2012